# Campylopus itacolumitis
Campylopus itacolumitis är en bladmossart som beskrevs av Brotherus 1901. Campylopus itacolumitis ingår i släktet nervmossor, och familjen Dicranaceae. Inga underarter finns listade i Catalogue of Life.